# Berentzwiller
Berentzwiller (Berenzweiler in tedesco) è un comune francese di 341 abitanti situato nel dipartimento dell'Alto Reno nella regione del Grand Est.

## Società

### Evoluzione demografica
Abitanti censiti